# Antichloris toddi
Antichloris toddi är en fjärilsart som beskrevs av Fortuné Chalumeau och Delplanque 1978. Antichloris toddi ingår i släktet Antichloris och familjen björnspinnare. Inga underarter finns listade i Catalogue of Life.